# Nymphidium balbinus
Nymphidium balbinus är en fjärilsart som beskrevs av Otto Staudinger 1888. Nymphidium balbinus ingår i släktet Nymphidium och familjen Riodinidae. Inga underarter finns listade i Catalogue of Life.